# Verfroller

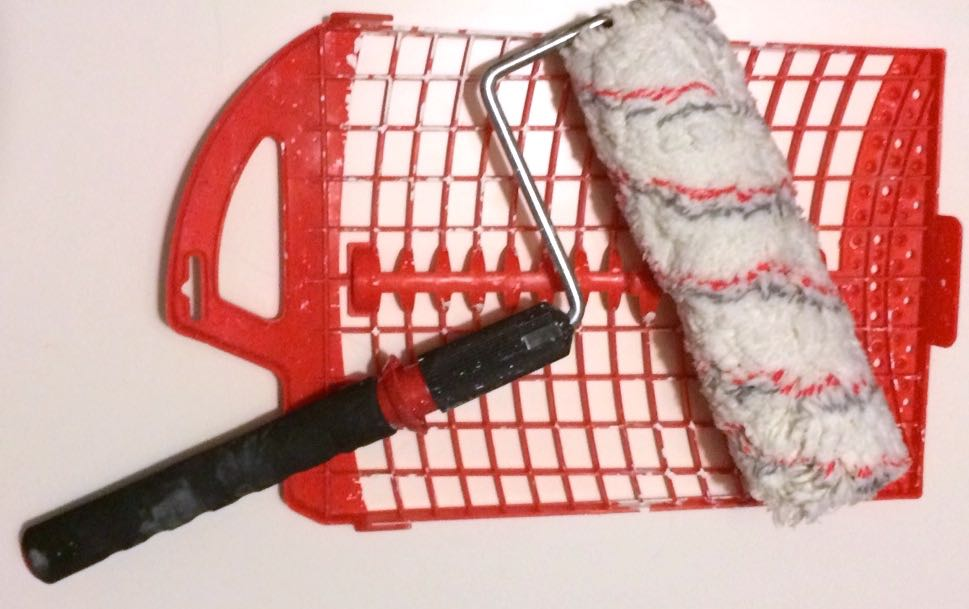
Vachtroller met afstrijker

Een verfroller is een stuk gereedschap om door middel van heen en weer rollen verf op een oppervlak aan te brengen.
Het is een in vorm gebogen stalen beugel met (meestal) een plastic handvat, waarop een rol geklikt kan worden. Deze rol kan gemaakt zijn van schuimrubber of schuimplastic, aangebracht om een plastic cilinder. Er zijn ook vachtrollers, mohairrollers en structuurrollers, ieder met eigen specifieke eigenschappen.
De roller wordt meestal gebruikt samen met een speciaal verfbakje. De roller wordt in de verf of lak gedoopt en daarna heen en weer uitgerold op het geribbelde vlakke gedeelte van het bakje. Daardoor verdeelt de verf of lak zich goed over de roller en blijft het teveel achter in het bakje. Door de verfroller vervolgens over het te schilderen oppervlak heen en weer te rollen kan een voorwerp of oppervlakte geverfd worden. Dit is op vlakke ondergronden een snellere methode dan het werken met een kwast. Voor heel grote oppervlakken kan een verfroller ook met een slang aangesloten worden op een pomp die de verf constant naar de roller voert. Zo kan men continu blijven schilderen zonder steeds heen en weer te hoeven lopen om nieuwe verf op de roller te doen. Door de verfroller op een lange stok te monteren kan er in de hoogte geschilderd worden zonder een ladder te hoeven gebruiken. Dit voorkomt vervelende valpartijen als er bijvoorbeeld een plafond geschilderd moet worden.
Meestal wordt het te schilderen object in vlakken verdeeld bij het aanbrengen, zodat elk vlak optimaal verdeeld wordt (afwisselend van links naar rechts en van boven naar beneden). De mooiste afwerking wordt verkregen wanneer wordt 'afgerold' in de richting van 'het werk wat al gedaan was'. Zo worden 'aanzetten' voorkomen.

## Uitvinding
De uitvinding van de verfroller wordt toegeschreven aan de Amerikaan Richard Croxton Adams (1912–1988). Deze ingenieur en ondernemer werkte voor de Sherwin-Williams Paint Company en ontwikkelde in 1940 de roller in een kelder die als werkplaats diende. Hij werd geïnspireerd door een tekort aan verfkwasten dat te wijten was aan de Tweede Wereldoorlog en was de eerste die patent aanvroeg op de verfroller, in 1942.
Ook anderen claimen rond dezelfde tijd de roller uitgevonden te hebben. De Canadees Norman Breakey wordt wel beschouwd als de echte uitvinder. Hij benadrukte vooral het voordeel bij verven boven het hoofd, zoals bij plafonds, waar kwasten makkelijk druipen. Hij vroeg geen patent aan en had niet de middelen voor massaproductie, zodat anderen de vinding in productie namen en patent aanvroegen op eigen versies. Verder stelde de Arsco Paint Company in 1963 zonder bewijs, dat David Welt, een van zijn oprichters, de roller in 1938 uitgevonden zou hebben. Hier wordt vooral een beter afgewerkte verflaag en arbeidsbesparing benadrukt.

## Bijnaam
De Langebrug in Haarlem heeft vanwege de vorm van het contragewicht de bijnaam de verfroller.